# Festival international du film de comédie de l'Alpe d'Huez 2018
Le Festival international du film de comédie de l'Alpe d'Huez 2018, 21e édition du festival organisé par l'agence Tournée générale, s'est déroulé du 16 au 21 janvier 2018.

## Déroulement et faits marquants
Le 20 janvier 2018, le palmarès est dévoilé: le grand prix est décerné à La Finale de Robin Sykes, pour lequel Thierry Lhermitte remporte le Prix d'interprétation masculine. Le Prix d'interprétation féminine est remporté par Camille Cottin pour Larguées, film qui remporte le Prix du public.

## Jury
- Franck Dubosc (président du jury)
- Audrey Dana
- Arnaud Ducret
- Reem Kherici
- Christophe Lambert

## Coup de projecteur
- Kevin Razy
- Laura Domenge
- Gérémy Crédeville
- Melha Bedia

## Sélection

### En compétition

#### Longs métrages
- Comme des garçons de Julien Hallard
- La Finale de Robin Sykes
- Le Doudou de Philippe Mechelen et Julien Hervé
- Larguées de Éloïse Lang
- Je vais mieux de Jean-Pierre Améris
- Mrs Mills de Sophie Marceau

## Palmarès
- Grand prix : La Finale de Robin Sykes.
- Prix d'interprétation féminine : Camille Cottin pour Larguées.
- Prix d'interprétation masculine : Thierry Lhermitte pour La Finale.
- Prix du Jury : Le Doudou de Philippe Mechelen et Julien Hervé.
- Prix du public : Larguées de Éloïse Lang.